# Dictatus papæ

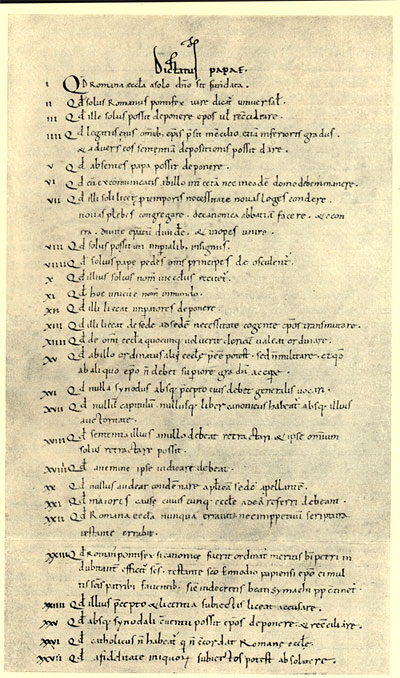
Dictatus papæ, archives du Vatican

Le Dictatus papæ est un recueil de vingt-sept propositions conservé dans les archives du Vatican parmi des documents relatifs au pontificat de Grégoire VII. Il se trouve entre deux lettres signées de ce pape, l'une et l'autre datées de mars 1075. Les propositions du Dictatus papæ ressemblent à des décrets juridiques. Cependant, ce texte n'a jamais fait l'objet d'une promulgation officielle. Il pourrait s'agir de prises de notes dans des compilations de droit canonique.

## Nature du document
Le titre Dictatus papæ qui figure sur ce document peut se traduire par « affirmations du Pape » ou encore par « décrets du Pape », ou encore « les dits du pape », ou « dictée du pape ». Le texte n'a pas la forme habituelle des décrets pontificaux : il n'est ni signé, ni daté, il ne comporte ni introduction, ni conclusion, et il n'est adressé à personne en particulier. Il s'agit seulement d'une liste de propositions numérotées de 1 à 27. Le titre renvoie à l'idée d'une « dictée » et il signale simplement que le rédacteur de ce document a écrit des propos du Pape.
Le contenu des propositions du Dictatus Papæ ressemble à celui de documents plus anciens. Il s'agit, selon Félix Rocquain, de notes de travail prises par le Pape dans différents recueils de droit canonique. En aucun cas le Dictatus Papæ ne peut être tenu pour un décret ayant fait l'objet en l'état d'une promulgation officielle.
Les propositions de ce texte portent, de manière non systématique, sur l'autorité du Pape dans l'Église, la primauté de l'évêque de Rome sur les autres évêques, sur le respect que lui doivent les gouvernants civils et sur la possibilité d'avoir recours à la juridiction du pape comme à une juridiction supérieure à toutes les autres. Les propositions 8 à 12 affirment une primauté du pape sur l'Empereur. Toutes ces questions ont été débattues lors de la réforme grégorienne qui doit son nom au pape Grégoire VII et qui s'est poursuivie avec ses successeurs.

## L'auteur et les sources du document
La situation du Dictatus Papæ dans les archives de 1075 concernant le Pape Grégoire VII, suggère qu'il en est l'auteur, du moins qu'il a été écrit à son initiative par son entourage immédiat. Cependant ce document pourrait aussi être un texte plus tardif inséré dans les documents relatifs au pontificat de Grégoire VII pour influencer les acteurs de la réforme grégorienne en attribuant au Dictatus papæ l'autorité du pape qui l'a initiée.
En 1087 le cardinal Deusdedit qui collabora précédemment avec Grégoire VII, a publié un recueil de décrets juridiques intitulé Canonium collectio et dédié au Pape Victor III. L'étroite correspondance entre le contenu du Dictatus Papæ et le Canonium collectio laisse penser que le texte attribué à Grégoire VII a été rédigé d'après le document établi en 1087 par Deusdedit. D'où l'hypothèse selon laquelle le Dictatus Papæ ne serait pas à sa place dans un recueil d'écrits de Grégoire VII daté de 1075. En 1891, Sackur a même émis l'hypothèse que le Dictatus papae serait de Deusdedit et non de Grégoire VII.
Felix Rocquain, en 1872, estimait au contraire assez certaine l'hypothèse selon laquelle le Dictatus Papæ avait été rédigé à l'initiative de Grégoire VII. Par contre il ne pense pas que le document soit le fruit d'une réflexion personnelle et originale de Grégoire VII. Hinschius avait établi en 1863 que parmi les sources utilisées au cours du XIe siècle pour travailler sur le droit canonique, se trouvaient de nombreux faux du IXe siècle, aujourd'hui appelé fausses décrétales ou Pseudo-Isidore. S'appuyant sur les travaux d'Hinschius, Félix Rocquain montre que le Dictatus Papæ est pour l'essentiel un travail de prises de notes dans les fausses décrétales. Ainsi, Grégoire VII comme son ami le Cardinal Deusdedit auraient utilisé ces sources, ce qui explique à la fois les ressemblances entre le Dictatus Papæ réputé être de 1075 et le Canonium collectio de 1087, ainsi que le caractère relativement nouveau de toutes ces affirmations qui trouveraient pour partie leur origine dans des faux du IXe siècle.

## L'influence du document
Si les thèmes traités dans ce document renvoient à ceux de la réforme grégorienne, les Dictatus papæ ne semblent pas avoir eu d'influence à cette époque. En ce sens, Felix Rocquain fait remarquer qu'il n'existe aucune mention de ce document dans les archives du synode de 1076, pas plus que la moindre trace d'une notification publique ou d'un envoi de ce document à qui que ce soit>.
La faible importance que semble avoir eu ce document à son époque contraste fortement avec celle qui lui est donnée au XXe siècle et aujourd'hui. Pour certains historiens, il montre les intentions avec lesquelles Grégoire VII a engagé la réforme et il en établit le programme. Ainsi, Jean Rousset écrit en 1927 :

« La lutte qui s’engage en affrontant d’une part l’Église romaine aux évêques et d’autre part le pouvoir spirituel au temporel, va inciter le pape à affirmer ses titres, l'origine et l’étendue de son autorité. Les Dictatus papæ, apport personnel de Grégoire VII à la réforme, répondent directement à cette nécessité. Le pape y condense, en maximes laconiques, toute la doctrine éparse dans les canons ; c’est le formulaire qui inspire toute son action et qui fait désormais de la réforme l’œuvre et l’expression de l’autorité romaine. »

— Jean Rousset, La Réforme grégorienne, 1927.
À l'instar de Jean Rousset, d'autres auteurs ignorent l'hypothèse selon laquelle les Dictatus Papae sont une prise de notes dans des recueils de droit canonique, pour pouvoir présenter ce document comme une création originale de Grégoire VII et par laquelle il établit le programme de la réforme grégorienne. Cette interprétation permet de soutenir l'idée d'une tendance théocratique et d'une volonté de pouvoir absolu de Grégoire VII et des papes de la réforme grégorienne. Ainsi, Francis Rapp écrit : « Il n'y avait pas de plus fervent partisan des idées théocratiques que Grégoire VII, l'auteur des Dictatus papæ ».

## Le texte
|     | Dictatus Papæ | Affirmations du Pape |
| --- | --- | --- |
| 1.  | Quod Romana ecclesia a solo Domino sit fundata. | L'Église romaine a été fondée par le Seigneur seul. |
| 2.  | Quod solus Romanus pontifex iure dicatur universalis. | Seul le pontife romain est dit à juste titre universel. |
| 3.  | Quod ille solus possit deponere episcopos vel reconciliare. | Seul, il peut déposer ou absoudre les évêques. |
| 4.  | Quod legatus eius omnibus episcopis presit in concilio etiam inferioris gradus et adversus eos sententia depositionis possit dare. | Son légat, dans un concile, est au-dessus de tous les évêques, même s'il leur est inférieur par l'ordination, et il peut prononcer contre eux une sentence de déposition.                                                                                                   |
| 5.  | Quod absentes papa possit deponere. | Le pape peut déposer les absents. |
| 6.  | Quod cum excomminicatis ab illo inter caetera nec in eadem domo debemus manere. | Vis-à-vis de ceux qui ont été excommuniés par lui, on ne peut entre autres choses habiter sous le même toit. |
| 7.  | Quod illi soli licet pro temporis necessitate novas leges condere, novas plebes congregare, de canonica abbatiam facere et e contra, divitem episcopatum dividere et inopes unire.                                                       | Seul, il peut, selon l'opportunité, établir de nouvelles lois, réunir de nouveaux peuples [ou « de nouvelles paroisses »],transformer une collégiale en abbaye, diviser un évêché riche ou unir des évêchés pauvres.                                                        |
| 8.  | Quod solus possit uti imperialibus insigniis. | Seul, il peut user des insignes impériaux. |
| 9.  | Quod solius papae pedes omnes principes deosculentur. | Que tous les princes baisent les pieds du seul pape. |
| 10. | Quod illius solius nomen in ecclesiis recitetur. | Il est le seul dont le nom soit prononcé dans les églises. |
| 11. | Quod hoc unicum est nomen in mundo. | Son nom est unique dans le monde. |
| 12. | Quod illi liceat imperatores deponere. | Il lui est permis de déposer les empereurs. |
| 13. | Quod illi liceat de sede ad sedem, necessitate cogente, episcopos transmutare. | Il lui est permis de transférer les évêques d'un siège à un autre, selon la nécessité. |
| 14. | Quod de omni ecclesia quocunque voluerit clericum valeat ordinare. | Il a le droit d'ordonner un clerc de n'importe quelle église, où il veut. |
| 15. | Quod ab illo ordinatus alii ecclesie preesse potest, sed non militare ; et quod ab aliquo episcopo non debet superiorem gradum accipere.                                                                                                 | Celui qui a été ordonné par lui peut gouverner l'église d'un autre mais non faire la guerre ; il ne doit pas recevoir d'un autre évêque un grade supérieur. |
| 16. | Quod nulla synodus absque praecepto eius debet generalis vocari. | Aucun synode ne peut être appelé général sans son ordre. |
| 17. | Quod nullum capitulum nullusque liber canonicus habeatur absque illius auctoritate. | Aucun texte canonique n'existe en dehors de son autorité. |
| 18. | Quod sententia illius a nullo debeat retractatari, et ipse omnium solus retractare possit. | Sa sentence ne doit être réformée par personne et seul il peut réformer la sentence de tous. |
| 19. | Quod a nemine ipse iudicari debeat. | Il ne doit être jugé par personne. |
| 20. | Quod nullus audeat condemnare apostolicam sedem appellantem. | Personne ne peut condamner celui qui fait appel au Siège apostolique. |
| 21. | Quod maiores causae cuiuscumque ecclesiae ad eam referri debeant. | Les causæ majores de n'importe quelle église doivent être portées devant lui. |
| 22. | Quod Romana ecclesia nunquam erravit nec in perpetuum, scriptura testante, errabit. | L'Église romaine n'a jamais erré, et, selon le témoignage de l'Écriture, elle n'errera jamais. |
| 23. | Quod Romanus pontifex, si canonice fuerit ordinatus, meritis Beati Petri, indubitanter efficitur sanctus, testante sancto Ennodio Papiensi episcopo, ei multis sanctis patribus faventibus, sicut in decretis beati Symmachi continetur. | Le pontife romain, canoniquement ordonné, est indubitablement par les mérites de saint Pierre établi dans la sainteté, au témoignage de saint Ennodius, évêque de Pavie, d'accord avec de nombreux Pères comme on peut le voir dans le décret du bienheureux pape Symmaque. |
| 24. | Quod illius precepto et licentia subiectis liceat accusare. | Sur son ordre et avec son consentement, les vassaux peuvent porter des accusations. |
| 25. | Quod absque synodali conventu possit episcopos deponere et reconciliare. | Le pape peut déposer et absoudre les évêques en l'absence de synode. |
| 26. | Quod catholicus non habeatur, qui non concordat Romane ecclesie. | Celui qui n'est pas avec l'Église romaine n'est pas considéré comme catholique. |
| 27. | Quod a fidelitate iniquorum subiectos potest absolvere. | Le pape peut délier les sujets du serment de fidélité fait aux injustes. |